# Yvan Mathieu

Wappen von Yvan Mathieu

Yvan Mathieu SM (* 7. März 1961 in Québec) ist ein kanadischer Ordensgeistlicher und römisch-katholischer Weihbischof in Ottawa-Cornwall.

## Leben
Yvan Mathieu trat der Ordensgemeinschaft der Maristenpatres bei, absolvierte das Noviziat in Washington, D.C. und legte 1980 die erste Profess ab. Er studierte am Maristenseminar in Sillery und am Priesterseminar in Québec. Er beendete 1983 ein Bachelorstudium (B.Th.) und 1984 ein Masterstudium (M.A.) der Theologie an der Saint Paul University in Ottawa. An der Universität Laval in Québec absolvierte er 1985 ein pädagogisches Zertifikatsstudium (C.E.C.). 1984 erwarb er das Lizenziat im Fach Bildende Kunst an der Saint Paul University in Ottawa. Am 15. August 1987 empfing er in Québec das Sakrament der Priesterweihe.
Zunächst war er am Maristenseminar in Sillery als Dozent und Seelsorger tätig. Daneben war er in der Pfarrei Sainte Claire d’Assise in Québec und in der Armenfürsorge tätig. Nach weiteren Studien erwarb er am Päpstlichen Bibelinstitut in Rom das Lizenziat in biblischer Theologie. Im Jahr 2000 wurde er an der Saint Paul University in Ottawa nach einem Ph.D.-Studium mit einer Dissertation über die Figur des Apostels Petrus in den Schriften des Evangelisten Lukas zum Dr. theol. promoviert (D.TH.) Ab 2001 lehrte er als Assistenzprofessor und von 2008 bis 2014 als außerordentlicher Professor an der Saint Paul University in Ottawa, an der er anschließend bis 2018 Dekan der theologischen Fakultät war. Er ist Mitglied der Society of Biblical Literature. Vor seiner Ernennung zum Weihbischof war er zuletzt Provinzial der Ordensprovinz der Maristen für den Osten Kanadas.
Papst Franziskus ernannte ihn am 17. März 2022 zum Weihbischof in Ottawa-Cornwall und zum Titularbischof von Vazari. Der Erzbischof von Ottawa-Cornwall,  Marcel Damphousse, spendete ihm am 13. Juni desselben Jahres in der Kathedralbasilika Notre Dame in Ottawa die Bischofsweihe. Mitkonsekratoren waren dessen Amtsvorgänger Terrence Thomas Prendergast SJ und der Bischof von Valleyfield, Noël Simard.